# Ngapare Hopa
Pour les articles homonymes, voir Hopa.
Ngapare Kaihina Hopa, née en 1935 et morte le 30 avril 2024,, est une universitaire maori d'origine Waikato Tainui, elle est la première femme maorie à obtenir un doctorat.

## Formation
Hopa a fréquenté l'école Gordonton à Gordonton. Plus tard, à douze ans, elle a déménagé à  Auckland pour fréquenter l'école Queen Victoria et l'école pour filles d'Epsom.
Hopa est devenue plus tard la première femme maorie à obtenir un doctorat, en anthropologie de l'Université d'Oxford,,.

## Carrière
Hopa retourne en Nouvelle-Zélande et enseigne à l'Université d'Auckland avant de partir au Département d'anthropologie de l'Université de Californie en 1969.
Elle retourne une nouvelle fois en Nouvelle-Zélande en 1986 quand sa mère tombe malade.
Hopa participe en tant que chercheuse à l'Université de Waikato à l'achèvement de la recherche qui a informé la revendication de Waikato Raupatu.
Hopa a dirigé le département d'études maories à l'Université d'Auckland,.
À partir de 1989, alors qu'elle était chercheuse principale à Waikato, Hopa est devenue membre du tribunal de Waitangi. Elle a pris sa retraite du tribunal en 1993.

## Prix et distinctions
Dans les honneurs de l'anniversaire de la reine 2008, Hopa a été nommé membre de l'Ordre du Mérite de Nouvelle-Zélande, pour services rendus aux Maoris.
En 2011, Hopa a été reconnue pour sa contribution aux arts maoris par Creative New Zealand, recevant ses prix Te Waka Toi,.
La collaboration de Hopa avec Jennifer Curnow et Jane McRae, Rere Atu, Taku Manu ! Discovering History Language & Politics in the Maori-Language Newspapers a été incluse dans les publications de non-fiction importantes en maori Te Takarangi en 2017.
La liste est une collaboration entre Nga Pae o Te Maramatanga et la Société royale de Nouvelle-Zélande pour célébrer les penseurs, écrivains et auteurs maoris depuis la fondation de la Royal Society.
En 2017, Hopa a également été sélectionnée comme l'une des « 150 femmes en 150 mots » de la Royal Society Te Apārangi, célébrant les contributions des femmes au savoir en Nouvelle-Zélande.

## Publications (sélection)
- (en) Curnow, J., N. K. Hopa and J. McRae (Eds)., Rere Atu, Taku Manu! Discovering History, Language & Politics in the Maori-Language Newspapers,, Auckland, Auckland University Press, 2002 (ISBN 978-1-86940-279-2)[14].